# Clizio (figlio di Laomedonte)
Clizio (in greco antico: Κλυτίος?, Klytíos) è un personaggio della mitologia greca. Fu un principe di Troia.

## Genealogia
Figlio di Laomedonte e di Strimo o Placia (figlia di Otreo) o Leucippe, sposò Laotoe (Λαοθόη) e fu padre di Caletore, Procleia e Pronoe (o Pronome).

## Mitologia
Fu il terzo figlio avuto da Strimo e svolgeva il ruolo di consigliere durante il periodo della guerra di Troia e fu, come suo fratello Priamo (l'ultimogenito), uno degli anziani che osservarono la guerra in lontananza e seduti sulle mura delle Porte Scee della città.
La figlia Pronoe fu la madre di Polidamante.